# ال‌جی الکترونیکس
ال‌جی الکترونیکس (به انگلیسی: LG Electronics) شرکت صنایع الکترونیکی چندملیتی کره‌ای است، که به‌عنوان یکی از شرکت‌های بزرگ در زمینه صنعت الکترونیک و فناوری اطلاعات شناخته می‌شود.
ریشه‌های تأسیس این شرکت به سال ۱۹۵۸ و راه‌اندازی شرکت گلداستار بازمی‌گردد. ال‌جی الکترونیکس هم‌اکنون از شرکت‌های تابعه ال‌جی کرپوریشن می‌باشد و در عمل، بخش صنایع الکترونیکی این شرکت کره‌ای به‌شمار می‌آید. دفتر مرکزی این شرکت در شهر سئول قرار دارد. فروش جهانی محصولات این شرکت در سال ۲۰۱۴، معادل ۵۵٫۹۱ میلیارد دلار بود. ال‌جی الکترونیکس، دارای ۴ چهار بخش اصلی تجاری شامل سرگرمی‌های خانگی، ارتباطات سیار، لوازم خانگی و بخش تولید تجهیزات سرمایشی و قطعات خودرو (برای شرکت استاریون هند) است.
ال‌جی الکترونیکس در سال ۱۹۹۵ شرکت زنیت را تصاحب کرد و اکنون ۳۷٫۹ درصد از ال‌جی دیسپلی را نیز از سال ۲۰۱۳ در اختیار دارد. از سال ۲۰۰۸، ال‌جی الکترونیکس، چهارمین تولیدکنندهٔ بزرگ تلویزیون‌های ال‌سی‌دی در جهان است. این شرکت دارای ۱۲۸ واحد عملیاتی در سراسر جهان است و تا سال ۲۰۲۰، دارای بیش از ۷۵۰۰۰ کارمند بوده‌است.

## تاریخچه
ال‌جی در تاریخ یک اکتبر سال ۱۹۵۸ با نام گلداستار تأسیس گردید. در تاریخ ۱۵ نوامبر سال ۱۹۵۹ با تولید نخستین رادیو کره‌ای به عنوان پیام‌آور آغاز صنعت الکترونیک در کره شناخته شد. این شرکت در ماه نوامبر ۱۹۶۲ نخستین تلفن کره‌ای، در ژانویه ۱۹۶۵ نخستین یخچال کره‌ای، در اوت ۱۹۶۶ نخستین تلویزیون سیاه‌وسفید کره‌ای و در سپتامبر ۱۹۶۸ نخستین تهویه مطبوع کره‌ای را ساخت. ال‌جی در مارس ۱۹۶۸، نخستین شعبه خود را در خارج از کشور در نیویورک و در اوت ۱۹۷۸ نخستین نمایندگی فروش خود را در ایالات متحده آمریکا تأسیس نمود. با هدف پیشرفت، این شرکت در ژانویه ۱۹۹۲ با گلدستار و گلدات ادغام‌شده و نام شرکت در مارس ۱۹۹۵ از گلدستار به ال‌جی الکترونیکس تغییر یافت. پس از ادغام و سیر تحولات در سال ۱۹۷۸ با صادراتی بالغ بر ۱۰۰ میلیون دلار مقام نخست را در صنعت الکترونیک کسب نمود. به دنبال این موفقیت در دسامبر ۱۹۹۱ با صادرات ۲ میلیارد دلار لوازم خانگی مقام نخست را در جهان کسب نمود. در ۲۷ مارس ۱۹۹۵ با ارائه طرح چالش ۲۰۰۵، دومین تولد شرکت ال‌جی الکترونیکس شکل گرفت.
در ژانویه ۲۰۱۳، ال‌جی الکترونیکس نخستین تلویزیون تجاری بر پایه دیود نورگسیل ارگانیک (OLED) را روانه بازار کرد. صفحه تلویزیونی این نسل از نمایشگرها به نسبت تلویزیون‌های ال‌سی‌دی متداول و نمایشگرهای پلاسما بسیار نازک‌تر و واضح‌تر هستند.

### شکست و خروج از بازار موبایل
در ۵ آوریل ۲۰۲۱، شرکت ال‌جی الکترونیکس اعلام کرد بخش گوشی همراه خود را که دیری است هیچ سوددهی برای آن ندارد تعطیل می‌کند و از بازار گوشی‌های هوشمند بیرون می‌آید. به این ترتیب، ال‌جی نخستین برند سازنده گوشی‌های هوشمند است که کاملاً از بازار این گوشی‌ها کنار می‌کشد.
تصمیم این شرکت برای بیرون آمدن از عرصه تلفن‌های همراه هوشمند، سهم بازار ۱۰ درصدی آن در آمریکای شمالی را در اختیار دیگر سازندگان به‌ویژه اپل و سامسونگ قرار می‌دهد.
بخش گوشی‌های هوشمند ال‌جی ۶ سال است حدود ۴٫۵ میلیارد دلار به این شرکت خسارت زده‌است. به گفته کارشناسان بیرون آمدن از این بخش بسیار رقابتی این امکان را به ال‌جی می‌دهد تا بر رشد بخش‌های دیگر مانند قطعات خودروهای برقی و وسایل مربوط به آن و خانه‌های هوشمند تمرکز کند.
ال‌جی در ۲۰۱۳ سومین تولیدکننده گوشی همراه پس از سامسونگ و اپل بود اما به تدریج محبوبیت خود را از دست داد. متخصصان از این شرکت به خاطر کمبود تخصص در بازاریابی نسبت به رقبای چینی هم انتقاد کرده‌اند. اکنون سهم جهانی ال‌ جی تنها ۲ درصد است. این شرکت ۲۳ میلیون گوشی همراه در سال ۲۰۲۰ صادر کرد، در حالی که این رقم برای سامسونگ، برابر با ۲۵۶ میلیون گوشی بود.
ال‌جی علاوه بر آمریکای شمالی، حضور قابل‌توجهی در آمریکای لاتین هم دارد و پنجمین تولید کننده گوشی همراه در این منطقه است. به‌نظر می‌رسد سامسونگ و شرکت‌های چینی مثل اوپو، ویوو و شیائومی از خروج ال‌جی از این منطقه سود ببرند. بخش گوشی‌های همراه ال‌جی کوچکترین بخش این شرکت است و حدود ۷ درصد از درآمد آن را بر عهده دارد. انتظار می‌رود این بخش تا پایان ژوئیه (تیرماه) بسته شود.
اما کارکنان این بخش شرکت در کره جنوبی اخراج نشده و به دیگر کسب‌وکارها و شعب ال‌جی منتقل می‌شوند همچنین خدمات پشتیبانی و ارتقاء نرم‌افزاری گوشی‌های هوشمند ال‌جی برای مشتریان ادامه خواهد داشت.

## محصولات
ال‌جی الکترونیکس محصولات گوناگونی در زمینه‌های مختلف دارد که اغلب آنها مربوط به لوازم خانگی هستند.
- لوازم خانگی
  - لوازم آشپزخانه
  - یخچال فریزر
  - مایکروویو
  - اجاق گاز
  - ماشین لباسشویی
  - ماشین ظرفشویی
  - استایلر (مراقب از لباس)
  - جاروبرقی
- گوشی‌های هوشمند
- تلویزیون
- سیستم‌های صوتی
- سیستم‌های تهویه مطبوع
- تصفیه هوا
- مانیتور کامپیوتر
- دستگاه‌های پوشیدنی (مانند ساعت هوشمند)